# My Girl Gotta Girlfriend
My Girl Gotta Girlfriend – pierwszy singel z płyty X-Rayted wydany 3 lipca 2007 roku, a nagrany przez Raya Lavendera wyprodukowany przez Akona. Lavender sam wymyślił jak ma wyglądać klip, w którym występuje sam Akon, ale teledysk nagrał wspólnie z T-Painem. Można też usłyszeć tę piosenkę w przeróbce z Fabolous i Red Cafe.